# 张煦 (1913年)
张煦（1913年11月6日—2015年9月13日），男，江苏无锡人，中国通信工程学家，上海交通大学教授。长期致力于通信理论及技术的教学和科研工作。

## 生平
1934年毕业于交通大学；1935年考取清华大学留美公费生，进入美国哈佛大学、麻省理工学院研究生院学习，专攻长途电话通信。1937年获哈佛大学科学硕士学位，1940年获哈佛大学博士学位。
1940年回国，受聘担任战时重庆交通大学电机系教授；1949年至1956年任上海交通大学电信系教授；1956年至1978年任成都电讯工程学院教授；1978年恢復，调回上海交通大学任教，历任电子工程系教授、系主任，名誉系主任。
2015年9月12日7时58分在上海逝世。

## 学术贡献
1950年代，连续出版了《长途电话工程》、《无线电工程》、《多路载波电话》等高校教材和科技参考书。1957年翻译出版《通信论简述》。
1960年代，将“晶体管电路”引入大学课程，指导研制中国首批晶体管载波机。1965年编著出版《晶体管电路分析》、《载波机中晶体管电路计算原理》。
1970年代，翻译出版了《数据通信原理》、《数据传输》、《通信传输系统》三本数字通信教材。80年代初，光纤通信技术在国外方兴未艾，张煦先生又率先为研究生开设了光纤通信原理课程，积极筹建光纤通信研究机构，出版《光纤通信原理》、《光纤通信系统》、《光纤通信系统设计》、《光纤通信技术》四书。
晚年还先后出版了《信息高速公路》四集、《谱写科学人生》、《信息高速公路纵横谈》三集、《通信技术发展趋向》等书籍。

## 奖项和荣誉
1980年当选为中国科学院技术科学部委员。2006年，荣获全国光纤通信杰出贡献奖。